# Breitenholz (Leinefelde-Worbis)
Breitenholz ist ein Ortsteil von Leinefelde-Worbis im Landkreis Eichsfeld in Thüringen.

## Lage
Der Ort Breitenholz befindet sich etwa einen Kilometer östlich der Altstadt von Leinefelde im Vorland des Dün. Breitenholz liegt ebenfalls in der Nähe der A 38.

## Geschichte
Der Ortsname Breitenholz („breites Holz“ = ausgedehnter Wald) stammt von einem Waldgebiet, dessen Reste noch heute südlich des Dorfes in Richtung Birkungen zu finden ist.
Breitenholz fand seine urkundliche Ersterwähnung am 29. März 1544 anlässlich eines Gerichtsverfahrens gegen einen Mattes Zimmermann aus Worbis, für den sich Zeugen aus Ershausen, Worbis und Breitenholz verbürgten. Breitenholz gehörte als Ort zur Hagenschen Gerichtsbarkeit (Deuna). Im Jahre 1555 durchzog eine Pest-Epidemie das Eichsfeld und forderte zahlreiche Opfer. Aus einem Vermerk von 1578 – der Ort sei inzwischen zur Wüstung geworden, kann man folgern, die Einwohner seien der Seuche zum Opfer gefallen oder in andere Gegenden geflohen. Auf Wunsch des Mainzer Erzbistums wurde Breitenholz im Jahr 1610 gegen das Dorf Vollenborn getauscht, damit gelangte Breitenholz in das Amt Scharfenstein. Während des 16. Jahrhunderts unterdrückten die protestantischen Grundherren jeden Versuch, in Breitenhagen einen katholischen Gottesdienst abhalten zu können, auch war Breitenholz in dieser Zeit der Pfarrei Niederorschel unterstellt. Erst nach 1610 hatte der katholische Teil der Bevölkerung als Folge des Gebietstausches auch das Recht erhalten, im Ort die Katholische Messe zu halten.
Breitenholz ist von der Siedlungsstruktur als Angerdorf angelegt, Kirche und Anger mit Linde bilden das Zentrum der Siedlung.
Gegen Ende des Zweiten Weltkrieges wurde im Birkunger Wald zwischen Birkungen und Breitenholz eine V2-Abschussbasis errichtet.
Der Ort Breitenholz wurde bereits am 1. Januar 1992 in die Stadt Leinefelde eingemeindet.
Breitenholz ist seit 2004 mit der ungarischen Gemeinde Béb verschwistert.

## Sehenswürdigkeiten

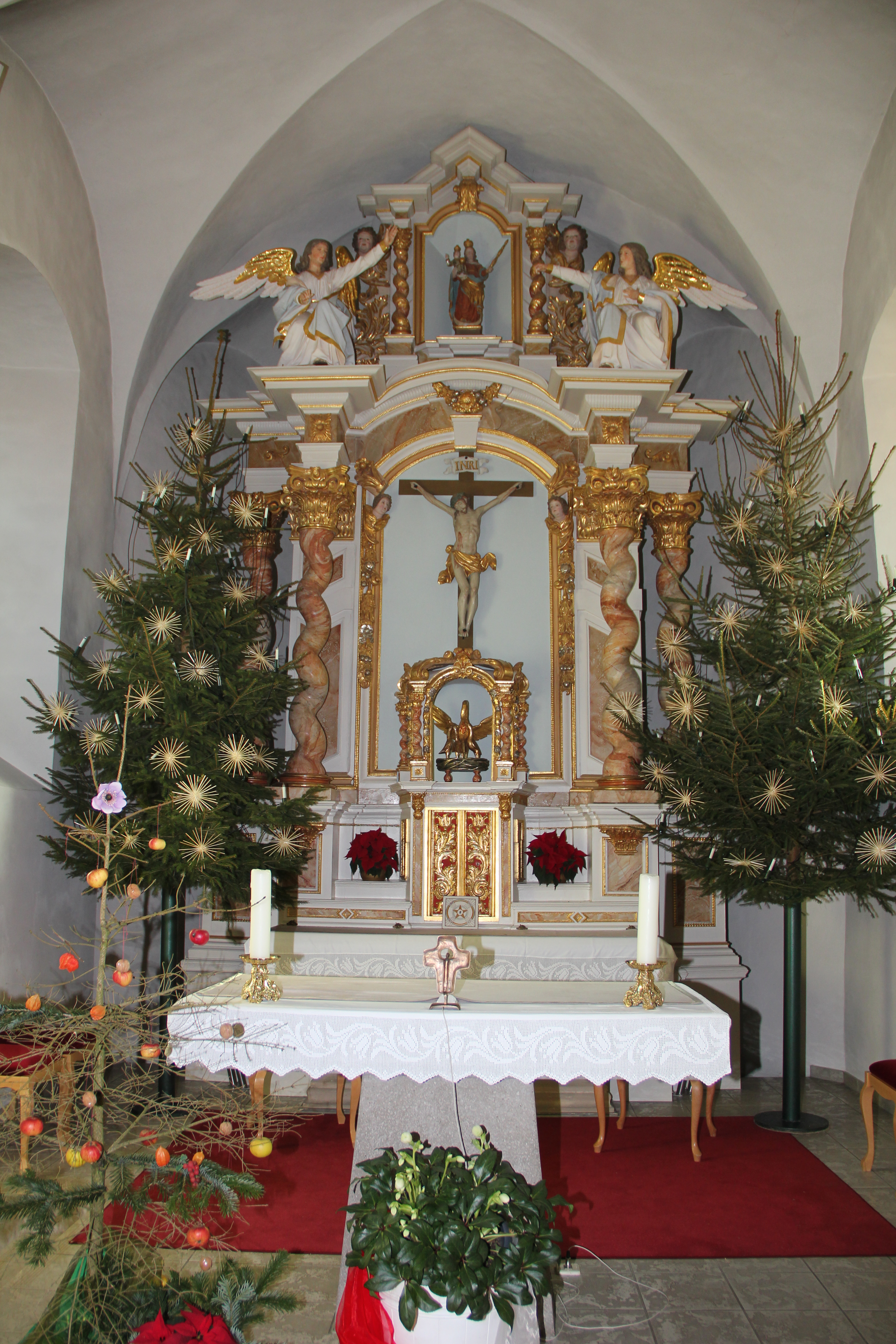
Hochaltar der Kirche St. Mariä Heimsuchung in Breitenholz

### Anger
Sehenswert ist der Anger im Zentrum des Dorfes mit einer als Naturdenkmal eingestuften Linde. Die weit ausladenden Äste werden von einem Metallgerüst gestützt und rings um den Stamm aufgestellte Bänke laden zum Verweilen ein. Weiterhin gibt es am Anger einen Brunnen.

## Persönlichkeiten
Die kleine Gemeinde Breitenholz hat einige Persönlichkeiten hervorgebracht:
- Franziskanerpatres Redemtus (Johannes Kullmann 1869–1957)
- Eugenius (Karl Kullmann 1870–1922)
- Nikolas Beykirch (1886–1954), Mitglied des Oblatenordens, der von 1925 bis 1939 als Missionar in Südafrika wirkte

## Sonstiges
Als Zeugnisse eines derben Volkshumors bildeten sich bereits vor Jahrhunderten Besonderheiten des jeweiligen Dorfes charakterisierende Neck- und Spitznamen heraus. Über Breitenholz wurde der folgende Vers verbreitet:
Breitenholz äs sa stolz,
hätt kenn Wasser un känn Holz,
hätt känn Schullehr und kein Pfarrn,
sinn sa rächte dumme Narrn.